# Tour de Flandes 1984
El Tour de Flandes 1984, la 68.ª edición de esta clásica ciclista belga. Se disputó el 1 de abril de 1984. El vencedor final fue el holandés Johan Lammerts que se impuso en solitario, a un grupo encabezado por Sean Kelly y Jean-Luc Vandenbroucke.

## Clasificación General
| Posición | Ciclista                   | Equipo                   | Tiempo     |
| -------- | -------------------------- | ------------------------ | ---------- |
| 1        | Johan Lammerts             | Panasonic-Raleigh        | 6h 45' 47" |
| 2        | Sean Kelly                 | Skil-Sem-Mavic-Reydel    | +25"       |
| 3        | Jean-Luc Vandenbroucke     | La Redoute               | m. t.      |
| 4        | Jean-Philippe Vandenbrande | Splendor-Mondial-Marc    | m. t.      |
| 5        | Rudy Matthijs              | Splendor-Mondial-Marc    | m. t.      |
| 6        | Ludo De Keulenaer          | Panasonic-Raleigh        | m. t.      |
| 7        | Gregor Braun               | La Redoute               | +44"       |
| 8        | Luc Colijn                 | Safir-Van de Ven-Colnago | +49"       |
| 9        | Rudy Rogiers               | Splendor-Mondial-Marc    | m. t.      |
| 10       | Eric Vanderaerden          | Panasonic-Raleigh        | m. t.      |